# Renée de Bourbon-Montpensier
Renée de Bourbon-Montpensier, född 1494, död 1539, var en hertiginna av Lothringen genom sitt äktenskap med hertig Anton av Lothringen. 
Hon utövade inget politiskt inflytande, men spelade en stor roll för renässansens inträde i regionen genom sin verksamhet som konstmecenat.